# Emerson Fittipaldi
(Emerson Fittipaldi)
Emerson Fittipaldi Sr (San Paolo, 12 dicembre 1946) è un ex pilota automobilistico brasiliano con cittadinanza italiana, soprannominato Emmo ma anche O rato ("il topo") per la sua caratteristica dentatura.
È stato campione del Mondo di Formula 1 nel 1972 e 1974, vincendo un totale di 14 Gran Premi. Ha poi tentato senza fortuna di fondare una propria scuderia Fittipaldi insieme al fratello Wilson, anch'egli pilota. Successivamente si è trasferito negli Stati Uniti, dove ha vinto un campionato CART e due 500 Miglia di Indianapolis a suo tempo unica gara del campionato USAC che assegnano al brasiliano anche 2 titoli statunitensi.

## Carriera

### Gli inizi

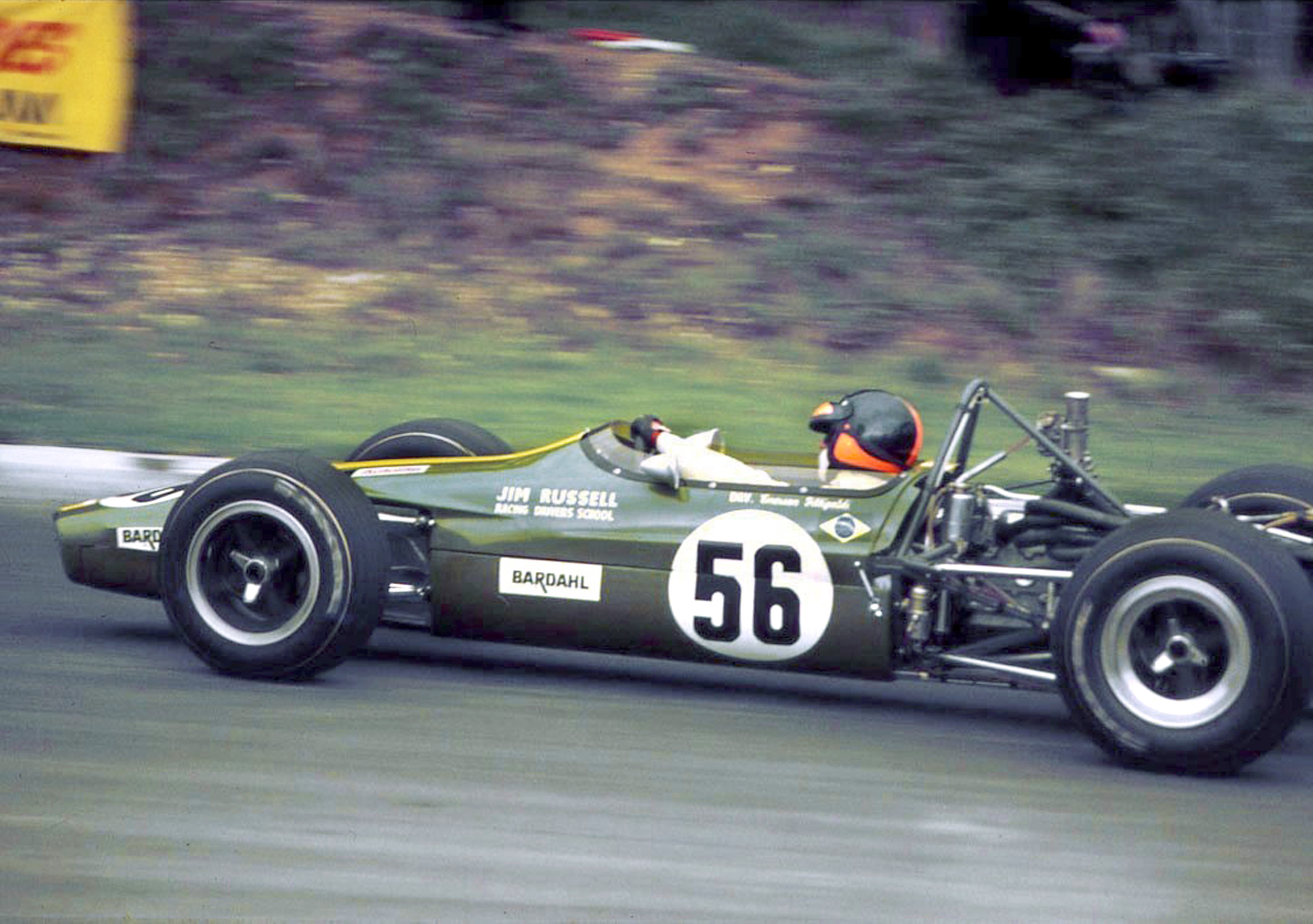
Fittipaldi impegnato in una gara di Formula 3 a Brands Hatch nel 1969

È il secondogenito di Wilson Fittipaldi Sr e di Józefa "Juzy" Wojciechowska.
Di origini italiane per parte di padre (il nonno paterno Pasquale emigrò da Trecchina, Basilicata, mentre la nonna paterna, Enrichetta Rignani, era nata in Brasile, da immigrati italiani, Innocenzo Rignani e Giuseppina Fontana, nativi di Ravenna) e russo-polacche per parte di madre, Emerson inizialmente si interessò al motociclismo, anche grazie alla passione del padre Wilson, giornalista sportivo e pilota dilettante, debuttando in una gara ufficiale all'età di quindici anni. Contemporaneamente aiutò come meccanico il fratello Wilson jr., che correva nei kart. Nel 1963 decise quindi di abbandonare le moto per passare all'automobilismo. Per finanziarsi la carriera, i due fratelli costituirono una propria impresa che produceva componenti per auto.
Dopo essersi laureato campione brasiliano nel 1965, passò alle monoposto, conquistando il titolo di Formula Vee brasiliana nel 1967, nella stagione inaugurale della stessa categoria, e divenendo un pilota molto noto a livello locale; decise quindi nel 1969 di abbandonare la terra natale per recarsi in Gran Bretagna. Qui comprò una vettura per gareggiare in Formula Ford e si impose subito all'attenzione degli addetti ai lavori, ottenendo quattro vittorie consecutive e guadagnandosi, in appena tre mesi, un contratto con il team di Jim Russell per gareggiare nella F3 inglese. A bordo di una Lotus, mostrò subito progressi evidenti che, uniti a uno stile di guida efficace e veloce, gli permisero di imporsi già alla terza gara disputata e di vincere il campionato, nonostante avesse esordito a stagione già iniziata.
Ciò attirò l'attenzione di Colin Chapman, patron della Lotus, che lo mise al volante di una sua Formula 2. Non vinse alcuna gara ma impressionò per l'abilità nella gestione del mezzo e il suo talento nello sviluppo della vettura.

### Formula 1

#### I primi anni (1970-1971)
1970
Così alla fine dell'anno, Fittipaldi passò alla categoria regina dell'automobilismo: infatti, Chapman stava cercando un terzo pilota per supportare Jochen Rindt, ormai lanciato alla vittoria del mondiale, e scelse il suo pupillo. Fittipaldi fu così lanciato nel circo della Formula 1 a soli 23 anni, alla guida della vettura dell'anno precedente; la sua prima partecipazione risale al GP di Gran Bretagna, in cui ottenne in qualifica un ventunesimo posto. Terminò poi la gara con un'ottava posizione. Ma già al secondo GP, in Germania, si fece notare. Infatti dopo essere partito dalla tredicesima piazza riuscì a conquistare una quarta posizione, mentre il suo caposquadra Rindt conquistava la sua ultima vittoria nel mondiale.
Dopo la gara dell'Austria, in cui si ritrovò quindicesimo, giunse l'appuntamento di Monza. Il giorno prima della gara Jochen Rindt perse il controllo della vettura per un problema ai freni, urtò un terrapieno e morì sul colpo. Il team Lotus e lo stesso Fittipaldi si ritirarono dall'evento. Alcuni giorni dopo, la seconda guida del team, John Miles, traumatizzato dalla morte dell'austriaco, annunciò il suo improvviso e immediato ritiro. Fittipaldi, con soli tre Gran Premi all'attivo si ritrovò da terza guida a leader del team. Dopo che la squadra Lotus ebbe saltato anche il GP del Canada per lutto, Emmo si mostrò il naturale successore del defunto Rindt nel cruciale GP degli Stati Uniti, a Watkins Glen, vincendo la sua prima gara in carriera e diventando così il primo pilota brasiliano a vincere una gara in Formula 1. Terzo in prova, dopo una brutta partenza, fece una rimonta al termine della quale, a nove giri dalla fine, superò Pedro Rodríguez, andando a vincere una gara alla sua quarta partecipazione ad un GP, e impedendo a Jacky Ickx di togliere il titolo a Jochen Rindt, grazie anche alla possibilità di usare la nuova Lotus 72. Anche il suo nuovo compagno di squadra, il debuttante Reine Wisell, effettuò una buona prestazione giungendo terzo. All'ultima gara della stagione, il GP del Messico, Fittipaldi fu costretto al ritiro da un problema al motore.
1971

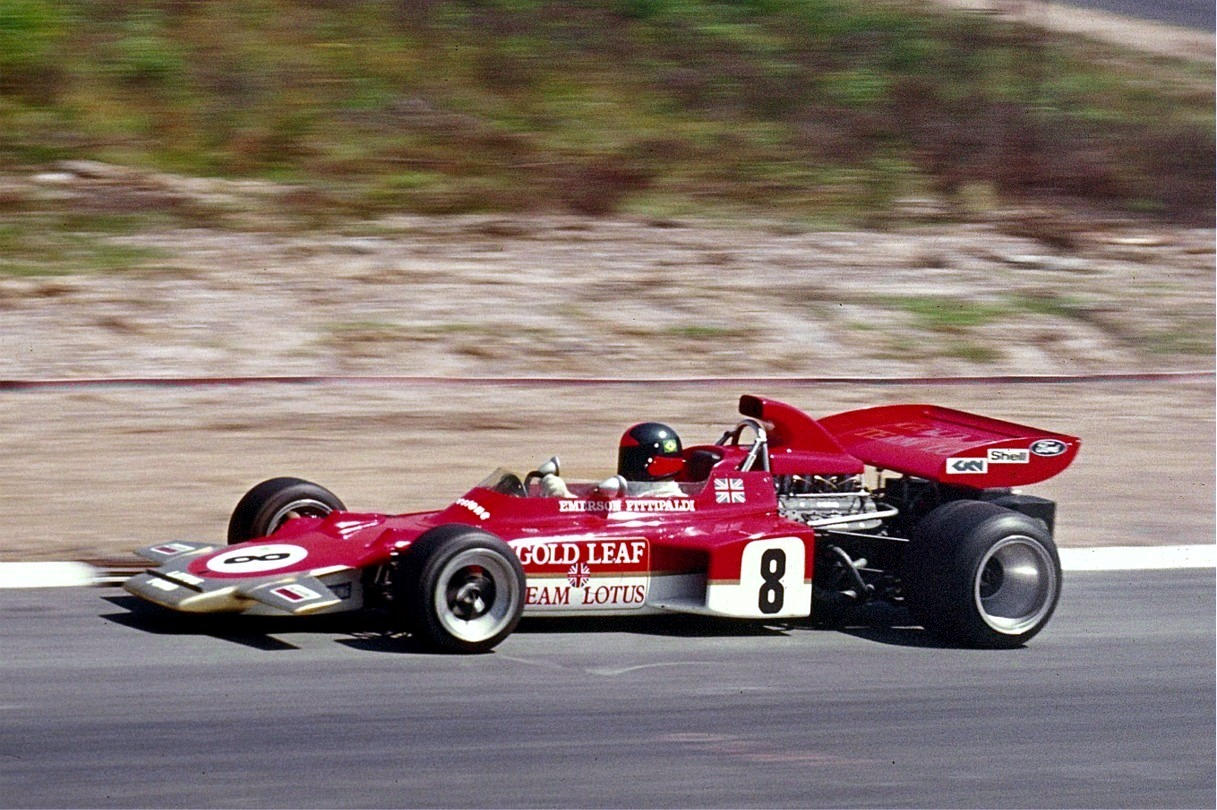
Fittipaldi guida la sua Lotus al Gp di Germania del 1971

La stagione 1971 prometteva di essere brillante per il brasiliano. Così però non fu. Innanzitutto, prima dell'inizio del campionato, Fittipaldi fu vittima assieme alla moglie di un incidente stradale, nel quale fu ferito dai vetri della vettura. Da un punto di vista tecnico, Chapman spese quest'anno a progettare una Formula 1 a turbina. Il progetto, per il quale furono spesi tempo ed energie, non si rivelò vantaggioso e fu abbandonato alla fine dell'anno. Fittipaldi dovette lottare per il campionato con una non perfetta Lotus 72D, e non poté fare meglio di due terzi posti, in Francia al Paul Ricard e in Gran Bretagna, a Silverstone, concludendo al sesto posto in campionato con 16 punti, mentre il compagno di squadra Wisell arrivò nono con 9 punti.

#### I duelli con Stewart e il primo titolo mondiale (1972-1973)
1972

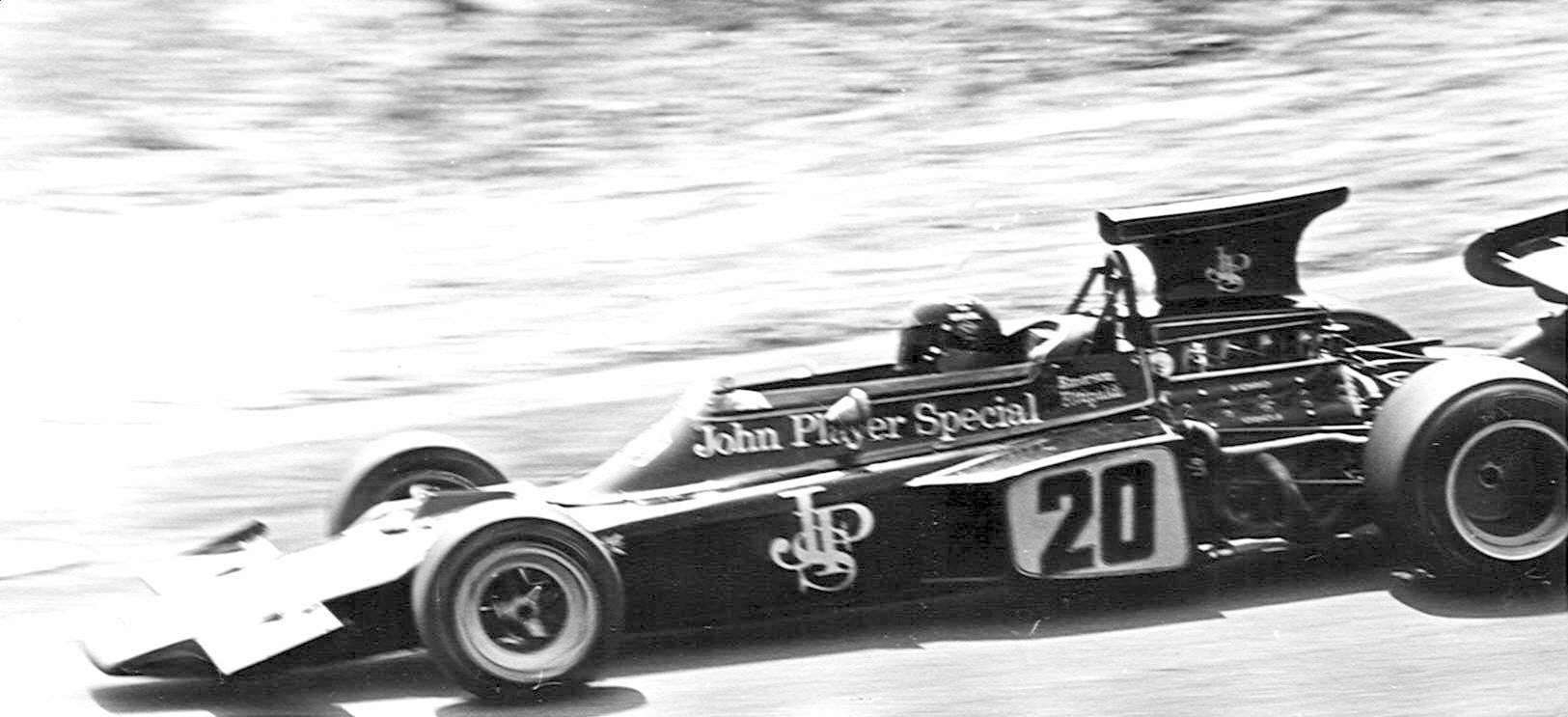
Fittipaldi alla guida di una Lotus nel 1972

Nel 1972 la Lotus strinse un accordo economico con la John Player Special, che divenne title sponsor del team: alle vetture venne pertanto applicata una livrea nero e oro (mutuata dal marchio JPS), che suscitò le ironie di Fittipaldi:
Il pilota brasiliano fu confermato come prima guida e gli fu affidata la migliorata monoposto 72D, con cui affrontò la concorrenza delle Tyrrell, campioni nel 1971. In realtà le vetture di Jackie Stewart e François Cevert avevano perso molto del loro potenziale durante l'inverno, ed Emerson beneficiò di questo fatto. Accanto a lui fu chiamato l'australiano Dave Walker, già collaudatore della Lotus a turbina dell'anno prima, al posto dello svedese Reine Wisell, passato alla BRM.
Prima dell'inizio della stagione, Fittipaldi riuscì a vincere la "Race of Champions", a Brands Hatch. Dopo un ritiro nella prima gara, in Argentina, sotto la pioggia, il brasiliano finì secondo a Kyalami, in Sudafrica, alle spalle di Denny Hulme; in seguito aprì la stagione europea con un'indiscutibile vittoria sul circuito bagnato di Jarama, al GP di Spagna, il 1º maggio. A Monaco, Emerson ottenne la sua prima pole position, ma in gara, sotto una pioggia battente, non poté nulla contro la BRM di Jean-Pierre Beltoise e giunse terzo, dietro anche alla Ferrari di Ickx. La gara successiva, in Belgio, sul tracciato di Nivelles segnò il weekend perfetto, con pole e vittoria facile su Cevert. In questo momento guida la classifica del mondiale con nove punti di vantaggio su Hulme.

Fittipaldi al termine del vittorioso Gran Premio d'Italia 1972, vittoria che lo laureò campione del mondo.

Al GP di Francia corso sul tracciato di Clermont-Ferrand, che non conosceva, ottenne un tranquillo secondo posto. Al successivo GP di Gran Bretagna, a Brands Hatch, ottenne una facile vittoria grazie al ritiro della Ferrari di Ickx. Dopo un ritiro in Germania per problemi al cambio, Fittipaldi raccolse un altro successo, in Austria, che lo proiettò in testa al campionato con un vantaggio di 25 punti su Stewart e Hulme. L'incoronazione a campione era vicina. A Monza, gara che poteva essere facilmente vinta dalla Ferrari, costretta però ad abbandonare, vinse Fittipaldi e, a 25 anni, si laureò campione del mondo con due gare d'anticipo, dopo un duello con Jackie Stewart. Emerson diventò il più giovane campione della Formula 1 a poco più di venticinque anni. Il suo record ha resistito fino al 2005 quando è stato battuto dallo spagnolo Fernando Alonso e, successivamente, da Lewis Hamilton e Sebastian Vettel.
Proprio grazie a questo risultato, l'anno successivo, il regista brasiliano Roberto Farias girò un film biografico sul brasiliano, intitolandolo Il favoloso Fittipaldi (O fabuloso Fittipaldi), film documentario sulla vita e le imprese del pilota suo connazionale.
Le due gare finali, dominate dalle rinate Tyrrell, non portarono punti al brasiliano, che comunque, grazie al suo risultato, fece rinascere in Brasile la passione per i motori e aprì le porte alle carriere di Carlos Pace, Nelson Piquet e, ovviamente, Ayrton Senna
1973
Saltato un potenziale ingaggio in Ferrari al posto di Ickx, anche per via della scarsa competitività delle monoposto di Maranello dell'epoca, Fittipaldi preferì continuare a correre un ultimo anno in Lotus; per il 1973, la squadra di Chapman migliorò ulteriormente il modello 72, in configurazione "E", chiaramente sperando di ripetere il risultato dell'anno prima. Ma quell'anno il brasiliano si ritrovò a convivere con un compagno di squadra molto più forte di Wisell o Walker (che l'anno prima, con la vettura campione del mondo, non ottenne nemmeno un punto): lo svedese Ronnie Peterson. E i rapporti tra i due furono molto tesi. Eppure l'inizio di mondiale fu subito favorevole al brasiliano: vincitore in Argentina, riuscì nell'impresa di vincere nella sua corsa di casa, il GP del Brasile a Interlagos, per la prima volta valido per il mondiale. Terzo in Sudafrica, tornò alla vittoria in Spagna al Montjuïc, dove però beneficiò del ritiro del leader, che era proprio il suo compagno di squadra Peterson. In quel momento stava guidando il mondiale con 12 punti di vantaggio su Stewart.

Emerson Fittipaldi nel 1972, in sella a una Moto Guzzi

Nelle due successive gare, in Belgio a Zolder e a Montecarlo, lo scozzese vinse ed Emmo non riuscì a far meglio di un terzo e un secondo posto, che furono comunque il male minore. Il peggio stava però per cominciare. In Svezia fu tradito dai freni mentre era secondo, in Francia si ritirò per un incidente, in Gran Bretagna si ruppe il giunto, in Olanda ebbe problemi fisici che lo costrinsero al ritiro dopo soli due giri. Riuscì poi a portare a casa un punto in Germania, prima di essere di nuovo costretto al ritiro in Austria.
Inutile dire che, dopo una tale serie negativa, Stewart riuscì a involarsi in testa al campionato, grazie anche alla ritrovata competitività della Tyrrell col modello 006. In verità, durante questo periodo, Peterson, approfittando dei guai del proprio compagno di squadra, riuscì a raccogliere molti punti. Furioso, Fittipaldi accusò Chapman di penalizzarlo a vantaggio dello svedese, mentre egli gli era ancora davanti in campionato. L'atmosfera in casa Lotus si fece sempre più pesante.
Il culmine fu raggiunto a Monza, quando Peterson vinse davanti a Fittipaldi, non lasciando passare il brasiliano che necessitava di una vittoria per poter rimanere in lotta per il campionato del mondo: ma lo svedese non si curò di ciò e Stewart vinse facilmente il suo terzo e ultimo mondiale. Quanto a Chapman, riuscì a ottenere la vittoria nel mondiale costruttori grazie all'ultima vittoria di Peterson, a Watkins Glen. Emerson, molto amareggiato e deluso dal comportamento della sua squadra, prese la decisione di abbandonare la Lotus a fine anno.

#### I duelli con la Ferrari e il secondo titolo (1974-1975)
1974

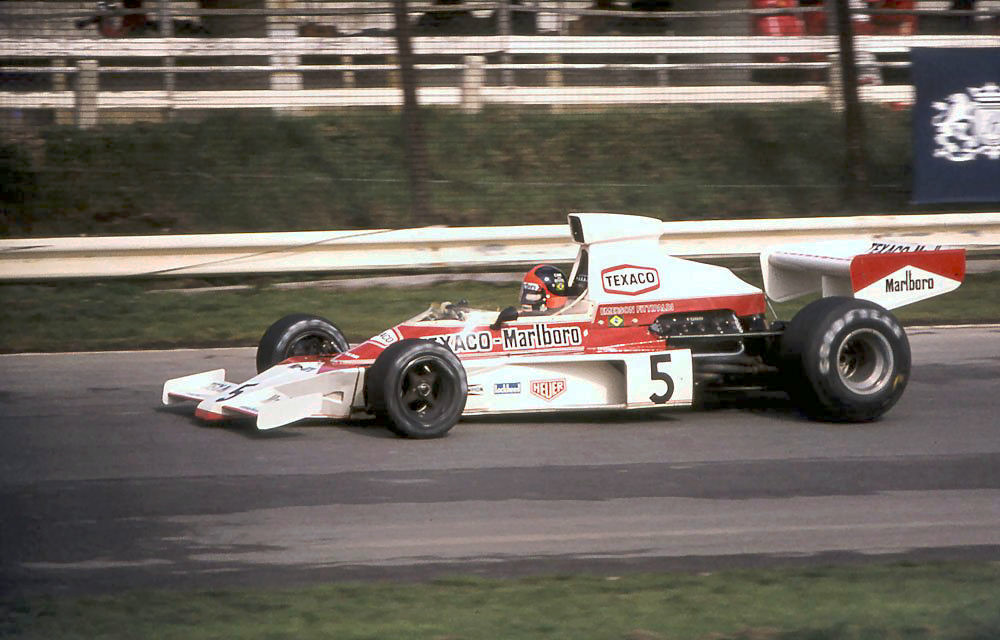
Fittipaldi alla guida della McLaren nel 1974

Fittipaldi si accordò col team McLaren Ford Cosworth, che aveva fatto una bella stagione 1973 e sembrava avere davanti a sé un ottimo futuro con la M23 progettata da Gordon Coppuck. Accanto a sé il brasiliano aveva il campione del mondo 1967 Denny Hulme. In sintesi fu la scelta giusta, in quanto la Lotus si trovò in grande difficoltà.
La stagione 1974 cominciò in Argentina con un misero decimo posto, immediatamente risollevato da una strepitosa vittoria nel GP di casa a Interlagos. Alcuni giorni dopo vinse anche la gara fuori campionato svoltasi a Brasilia. Ma dopo ciò tutto si è complicato. Solo settimo a Kyalami, Fittipaldi dovette soffrire l'arrivo in Europa per la grande e spietata concorrenza delle Ferrari di Clay Regazzoni e Niki Lauda, le cui vetture erano superiori a quelle degli uomini di Teddy Mayer. Così non ha potuto far meglio di un terzo posto al Jarama, mentre la squadra del Cavallino ha ottenuto una doppietta. Riuscì però a vincere il GP del Belgio proprio davanti a Niki Lauda, vittoria che gli consentì di prendere la testa del campionato. In seguito però non ha potuto far altro che gestire il margine, con Ferrari e Tyrrell a occupare le prime posizioni. È finito quinto a Monaco, quarto ad Anderstorp, terzo a Zandvoort, risultati che gli permisero di mantenere la leadership della classifica. Un problema al motore Cosworth lo relegò in Francia dietro ai piloti Ferrari. Ormai il campionato si giocava tra Fittipaldi, Lauda, Regazzoni e Scheckter su Tyrrell. Buon secondo a Brands Hatch, Emmo ha dovuto ritirarsi al "Ring", in Germania. Altro motore rotto in Austria, dove però fortunatamente anche i suoi avversari si sono dovuti fermare. Ma a tre gare dalla fine, il brasiliano era solo quarto, nove punti dietro a Regazzoni. Comunque, la tendenza si invertì: a Monza finì secondo, dietro il suo vecchio "amico" Peterson, mentre Regazzoni fu costretto al ritiro, mentre in Canada colse addirittura la vittoria, la terza stagionale, davanti allo svizzero. I due rivali si trovarono in perfetta parità prima dello scontro finale a Watkins Glen, ultima gara della stagione. Le Ferrari, vittime di problemi alle sospensioni, non furono mai una minaccia per Fittipaldi, che terminò la gara con un saggio quarto posto, mentre il suo rivale Regazzoni finì in una disastrosa undicesima posizione. Emerson Fittipaldi è così campione del mondo per la seconda volta.
1975

Fittipaldi impegnato al Gran Premio d'Argentina 1975.

Fittipaldi firmò per un'altra stagione con la McLaren, sperando di conquistare la terza corona iridata. Con il ritiro di Denny Hulme, Jochen Mass diventò suo compagno di squadra. La M23 stava per iniziare la terza stagione di corse e il designer Gordon Coppuck cominciò a migliorarla cambiando l'anteriore della vettura per eliminare i problemi di maneggevolezza.
Fittipaldi cominciò l'anno con una vittoria davanti a James Hunt in Argentina e un secondo posto in Brasile dietro al suo connazionale Carlos Pace. Per Emmo era già l'inizio della fine. La M23 versione 1975 deluse enormemente, soprattutto a causa di una scarsa tenuta di strada. La squadra McLaren passò il 1975 a tentare di risolvere inutilmente questo problema tramite parecchie soluzioni, come per esempio l'installazione di elementi tipo "minigonna" sotto la carrozzeria della vettura per il GP di Germania, senza successo. Malgrado il suo talento, Emerson non ha potuto far altro che raccogliere pochi risultati e fu costretto a cedere la corona a Niki Lauda, la cui Ferrari stava dominando il campionato. Riuscì quanto meno a raccogliere un secondo posto a Montecarlo, ma le sue motivazioni stavano calando. Il suo talento però era intatto, tanto che a Silverstone colse sotto la pioggia quella che forse è considerata la sua vittoria più bella. Mentre una leggera pioggia stava cadendo sulla pista, lui azzardò, e rimase in pista con gomme da asciutto mentre altri piloti si fermavano per mettere le "rain". La pioggia smise di cadere ed Emerson, non essendosi fermato, si ritrovò in testa alla gara. Alla fine ci fu un acquazzone che lo costrinse a fermarsi, ma la gara fu stoppata dai commissari, mantenendolo in testa alla fine della gara. Nessuno poteva ancora immaginarlo, ma da quel giorno non si sarebbe mai più rivisto Emerson Fittipaldi sul gradino più alto del podio in Formula 1.
Tutto sommato riuscì a finire vice-campione del mondo grazie a due secondi posti alla fine dell'anno, ma il cuore non era più lo stesso. Teddy Mayer voleva ingaggiare per il 1976 l'inglese James Hunt e per Fittipaldi questo fu troppo: decise così di lasciare il team a fine anno. Quasi contemporaneamente, tornò segretamente in contatto con Enzo Ferrari, dato che quest'ultimo espresse nuovamente interesse ad assumerlo in vista dell'ormai imminente lascito di Regazzoni. Ma un nuovo rifiuto del brasiliano – intenzionato questa volta a correre in una propria squadra co-fondata col fratello Wilson – portò il team di Maranello ad interrompere le trattative, virando sull'argentino Carlos Reutemann.

#### Il passaggio a pilota-costruttore (1976-1980)
1976

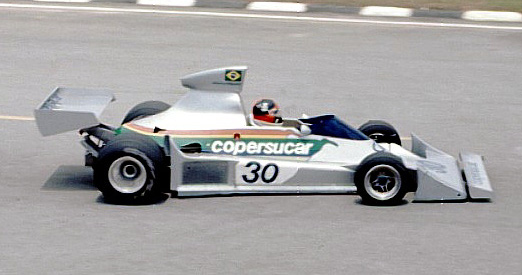
Emerson Fittipaldi guida la Copersucar nel 1976

Il fratello di Emerson, pur valido pilota in Brasile, non ne poté ripetere i risultati nel vecchio continente. La sua carriera non riuscì mai a decollare, ma alla fine del 1974 decise di dare il via ad un progetto per creare una nuova Formula 1, brasiliana al 100%, sfruttando anche la popolarità del fratello. Wilson beneficiò anche dei finanziamenti dello zuccherificio nazionale brasiliano, la Copersucar, che in origine diede anche il nome alla squadra. Jo Ramirez fu nominato direttore sportivo, Ricardo Divila ingegnere, mentre il pilota era lo stesso Wilson, con Arturo Merzario che ne prese il posto a Monza. La prima annata fu molto difficile da un punto di vista tecnico e la squadra non ottenne alcun punto. Alla fine dell'anno, Wilson decise di limitarsi al ruolo di team manager e convinse il fratello a prenderne il posto alla guida della vettura. Emerson portò la sua esperienza, ma anche alcuni ingegneri britannici e il progettista Maurice Philippe, suo amico, ex progettista Lotus. Accanto a Fittipaldi fu schierato per alcune gare il connazionale Ingo Hoffmann
Il 1976 fu per Emerson un nuovo punto di partenza. In effetti, il due volte campione del mondo dovette cominciare ad abituarsi ai bassifondi della griglia. La monoposto si rivelò ben presto un fiasco e, nonostante un quinto posto nella griglia in Brasile, fu spesso confinata in fondo al gruppo. Ramirez e Divila pagarono il prezzo dell'insuccesso e il loro posto venne preso da Dave Baldwin. Malgrado ciò riuscì a racimolare tre sesti posti, sui tortuosi tracciati di Long Beach e Monaco, e su quello veloce di Brands Hatch, ma dovette anche subire l'onta della mancata qualificazione in Belgio. La stagione finì con soli tre punti che valsero al bi-campione del mondo il 16º posto in classifica iridata.
1977
Dopo quest'anno pessimo, il team, ulteriormente rinforzato di meccanici inglesi, provò a spiccare definitivamente il volo. La nuova monoposto, la F5, fu pronta solo dopo un terzo di stagione, così il brasiliano dovette cominciare la stagione con la vettura '76. Nonostante ciò, l'inizio di stagione fu buono: al primo GP della stagione, in Argentina, finì in un'ottima quarta posizione, risultato ripetuto in casa, ad Interlagos, davanti ai suoi tifosi. A questi risultati bisogna aggiungere il quinto posto sul circuito cittadino di Long Beach. La nuova F5 arrivò in Belgio, dove cominciarono i problemi: la vettura mancava di potenza ed Emerson non riuscì a spremere cavalli in alcun modo. Malgrado i problemi derivassero principalmente dal motore Cosworth, Baldwin fu messo alla porta e rimpiazzato da Shahab Ahmed. La situazione precipitò: a Hockenheim e a Monza, Fittipaldi non riuscì nemmeno a qualificarsi. Il solo acuto avvenne a Zandvoort, con una macchina stranamente rinvigorita. Ma fu un fuoco di paglia. Il team Copersucar rinunciò alla trasferta finale in Giappone per concentrarsi sul 1978.
1978

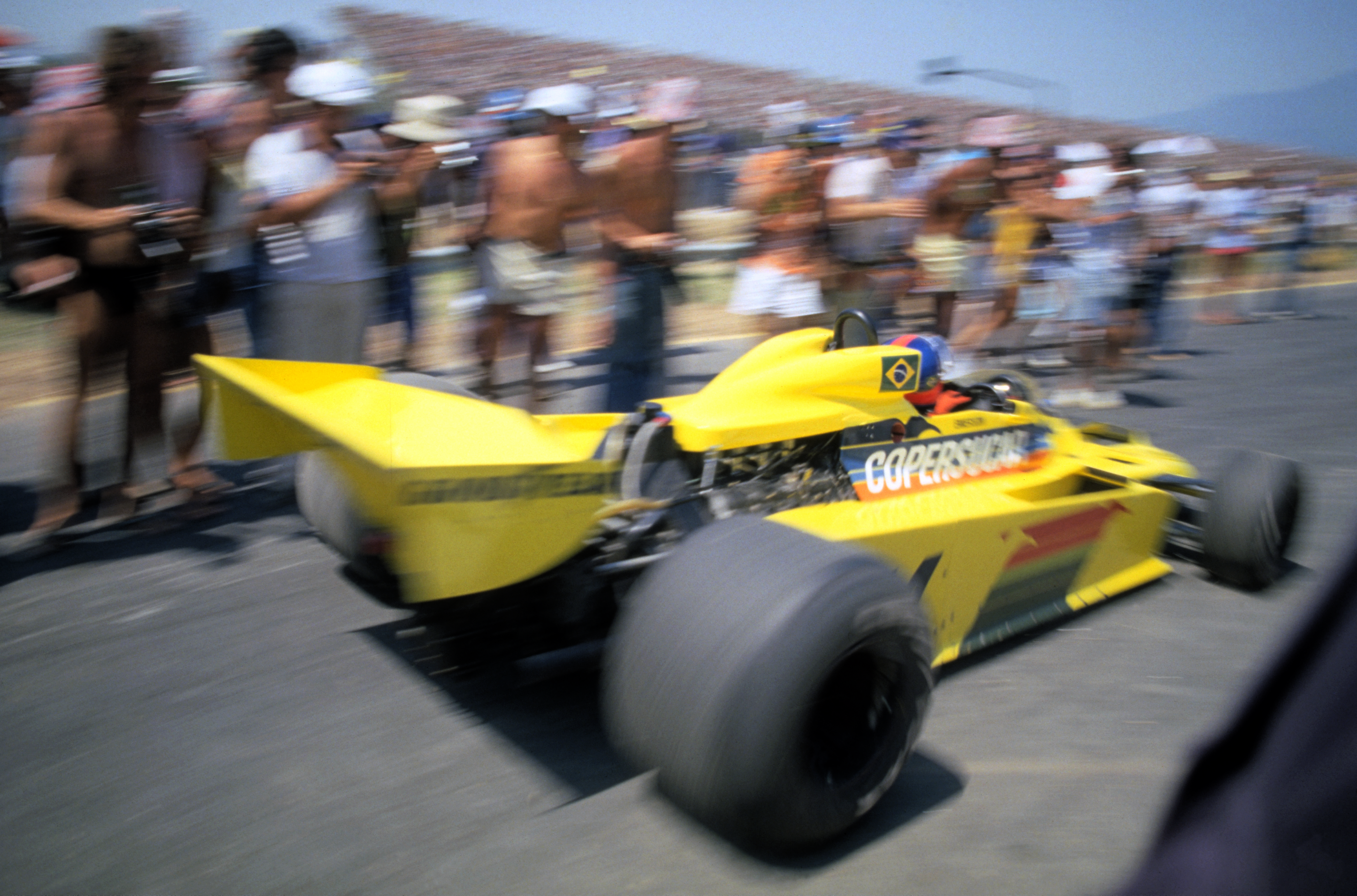
A Escuderia Emerson Fittipaldi Copersucar, Jacarepagua, 1978

La nuova vettura sembrava promettere bene, ma la stagione si aprì in Argentina con una prestazione incolore per Fittipaldi, che si rilanciò in Brasile: settimo in griglia, conquistò la seconda posizione. Fu il primo podio della sua squadra. C'erano tutti gli elementi per credere che quest'ottima prestazione fosse dovuta a delle gomme particolarmente buone fornite dalla Goodyear per la gara di casa. Fittipaldi si ritrovò ben presto in fondo allo schieramento, nonostante la vettura avesse del potenziale. In Francia infatti, partito 21º, riuscì a rimontare fino all'ottava posizione. La seconda parte della stagione fu migliore grazie a una vettura rinnovata: arrivò quarto in Germania e in Austria e quinto negli Stati Uniti nonostante problemi alla frizione. Altri punti erano arrivati in Svezia con un 6º posto e in Olanda con un quinto. Alla fine, fu la miglior stagione per la squadra che chiuse al settimo posto nella classifica costruttori con 17 punti. Ma la direzione del team cominciò seriamente a pesare su Emerson.
1979
La stagione 1979 fu realmente un incubo. Emerson aveva convinto i progettisti Peter McIntosh e Ralph Bellamy a passare dalla Lotus alla sua squadra. I due importarono la tecnologia Lotus delle minigonne, ma senza i risultati del team di Chapman. Iniziato il campionato con la vecchia vettura, Emerson racimolò un solo punto, in Argentina. La nuova vettura si dimostrò un vero disastro: lenta e poco affidabile, non consentì alcun piazzamento di rilievo al pilota. Questi spese l'intero anno per rendere la vettura più affidabile, e alla fine dell'anno riuscì a concludere le ultime tre gare, senza però alcun punto. Fittipaldi finì 21º in campionato, con un misero punto, quello di Buenos Aires.
Alla fine dell'anno, il Team Fittipaldi sembrava sul punto di sparire, senza soldi e senza i finanziamenti della Copersucar, stanca dei risultati scarsi della squadra. Ma il team Wolf, proprietà del miliardario austro-canadese Walter Wolf, era in vendita. Così i due team si fusero e venne creata la Fittipaldi Automotive, derivata dalla rifondazione del vecchio team Copersucar. Dalla Wolf giunsero il direttore sportivo Peter Warr e il direttore tecnico Harvey Postlethwaite, che in futuro lavorerà anche in Ferrari. Per la prima volta in quella squadra, ad Emerson venne affiancato ufficialmente un compagno di squadra: si trattava del finlandese Keke Rosberg, pilota Wolf nel '79.
1980
La stagione 1980 cominciò bene per il team, che aveva anche trovato un nuovo sponsor, il marchio di birra Skol. Rosberg giunse in terza posizione in Argentina, dopo una gara maiuscola. In Brasile il finlandese compì un sorpasso per lo meno duro su Emmo, che uscì di pista: questa manovra gli costerà una tirata d'orecchie da parte del brasiliano. A Long Beach fu Emerson a condurre una buona gara e finire terzo, nel giorno della prima vittoria del suo connazionale Nelson Piquet, ma anche in quello dell'incidente del suo rivale del 1974 Clay Regazzoni, che da quel giorno sarà costretto sulla sedia a rotelle. A Monaco, partito 18º riuscì a concludere sesto. Dopo quest'ottimo inizio di stagione, i risultati peggiorarono: arrivò anche una nuova vettura, che però, mancando d'affidabilità, non brillò. Solo Rosberg riuscì a cogliere due punti, a Imola.
Dopo essere stato spesso dietro al proprio compagno di squadra, Emerson alla fine dell'anno prese la decisione di chiudere la propria carriera in Formula 1. A 34 anni, dopo 10 passati nella categoria regina, dalla quale ha avuto gloria, delusioni, ma anche due titoli mondiali nel 1972 e 1974, il paulista decise di concludere la propria carriera sportiva per concentrarsi solamente sul ruolo di team manager.

#### Dopo l'abbandono: il ruolo di team manager e il ritiro della Fittipaldi
Emerson rimase come team manager nel paddock della Formula 1 nel 1981. La Fittipaldi Automotive era in una cattiva situazione: senza sponsor, una macchina molto lenta. Rosberg e Chico Serra, il sostituto di Fittipaldi, passarono l'anno in fondo alla griglia e spesso non si qualificarono. L'unico momento di gloria per il team fu il giro d'onore effettuato da Emerson Fittipaldi al volante della sua vettura prima del GP del Brasile, con tanto di ovazione del pubblico festante. In Austria il team non si presentò nemmeno a causa dell'assenza dei motori. Harvey Postlethwaite e Peter Warr decisero di lasciare la squadra. Alla fine dell'anno, il team non marcò nemmeno un punto, per la prima volta nella sua breve storia.
Ciò nonostante il team si ripresentò al via del mondiale 1982 con una sola vettura per Chico Serra, essendo Rosberg passato alla Williams, con la quale alla fine della stessa stagione riuscì addirittura a vincere il mondiale. Ricardo Divila, tornato nel team, cercò di assemblare una vettura, la F8D capace almeno di passare le qualifiche. Serra si impegnò al massimo e al GP del Belgio, il giorno dopo la morte di Gilles Villeneuve, riuscì addirittura a conquistare un punto, nonostante un alettone storto e un cambio difettoso. Ma i risultati positivi si limitarono a questo.
Dopo quest'orribile stagione, Emerson e Wilson decisero di abbandonare l'avventura. In questa maniera il nome Fittipaldi sparì dall'ambiente della F1: dieci anni dopo il nome ritornerà grazie a Christian Fittipaldi, figlio di Wilson e nipote di Emerson, che rimase nell'ambiente per 3 anni guidando per Minardi e Footwork.

### CART

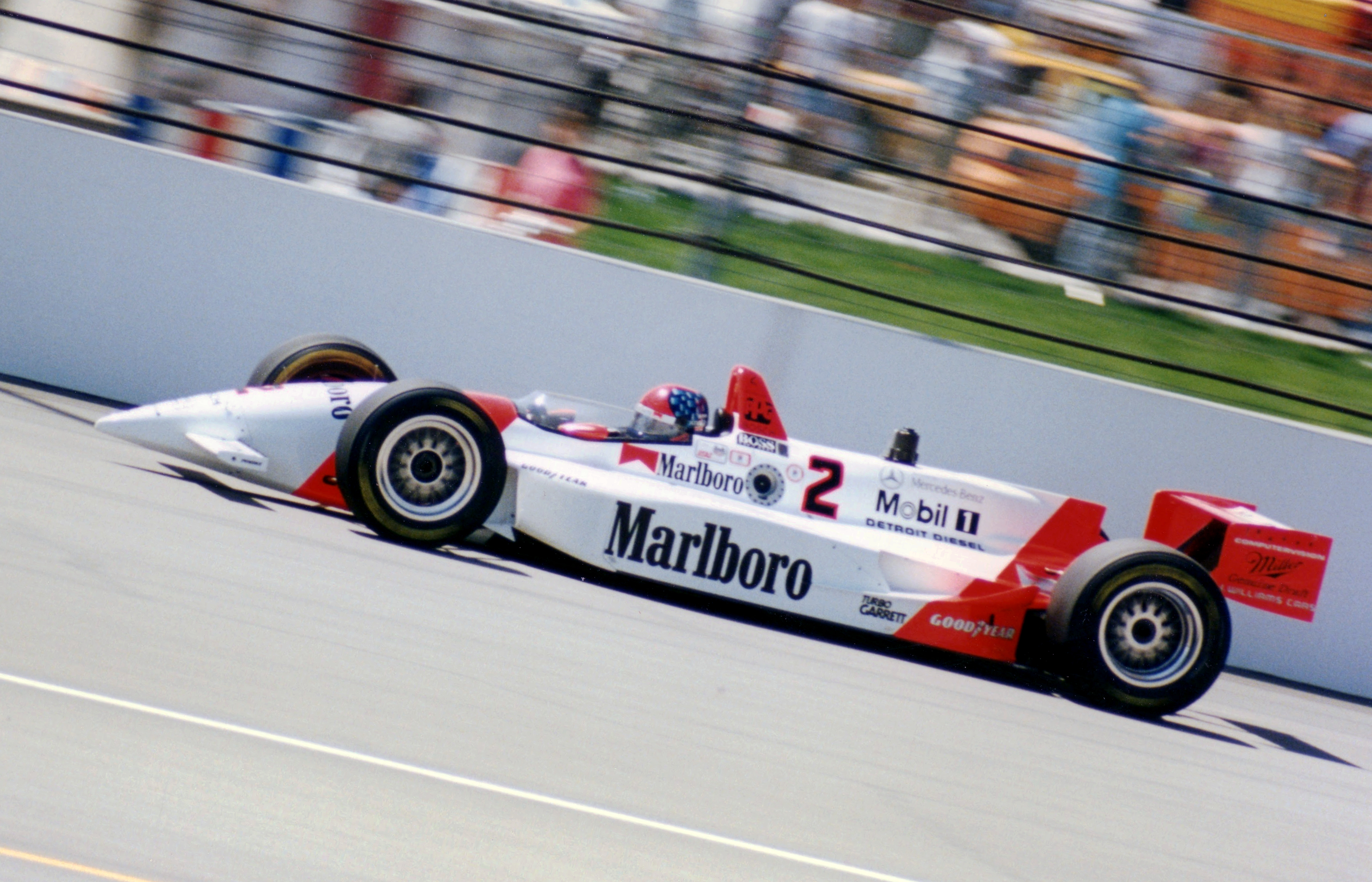
Emerson Fittipaldi alla guida nel campionato CART

Abbandonata la Formula 1 Fittipaldi nel 1984 decise di partecipare al campionato americano CART, diventando presto uno degli idoli del pubblico. Trovò un volante al team Patrick Racing in cui rimase fino al 1989. Nel 1990 passò poi alla scuderia di Roger Penske, dove rimase fino al 1995, anno in cui passò alla Lola. Nel 1996, però un grave incidente pose fine alla carriera del brasiliano.
Nel suo palmarès conta due 500 miglia di Indianapolis, che allora faceva parte del calendario della categoria, vinte nel 1989 e nel 1993. Proprio nel 1989 Fittipaldi trionfò anche nella classifica generale CART.
Il pilota di San Paolo è di recente tornato a correre nella categoria Grand Prix Masters, riservata ai vecchi campioni della Formula 1, in cui ha ottenuto un secondo posto nella gara inaugurale in Sudafrica ed ha fatto parte del team brasiliano in A1 Grand Prix.

## Famiglia
Emerson Fittipaldi ha diversi parenti impegnati nelle corse: il fratello Wilson, suo figlio Christian e i nipoti Enzo e Pietro (figli di sua figlia Juliane). È inoltre sposato e ha cinque figli, tre avuti dalla prima moglie, Maria Helena, e due avuti dall'attuale moglie Teresa. La figlia Tatiana ha sposato il pilota italiano Max Papis.

## Carriera politica
Emerson Fittipaldi si è candidato per le elezioni politiche del 2022 al Senato della Repubblica Italiana nella ripartizione America meridionale della circoscrizione Estero, raccogliendo 37 363 preferenze personali (primo della lista comune Lega-Forza Italia-Fratelli d'Italia) ma non risultando eletto in quanto l'unico seggio è andato al Movimento Associativo Italiani all'Estero. Nel 2022 ha anche appoggiato Jair Bolsonaro alle elezioni presidenziali, ma a differenza di altri estremisti di destra ha detto di rispettare i comunisti, pur sottolineando di essere figlio di una dissidente dell'URSS.

## Risultati completi
| 1970 | Scuderia | Vettura   |  |  |  |  |  |  |   |   |    |    |  |   |     |  |  |  |  | Punti | Pos. |
| ---- | -------- | --------- |  |  |  |  |  |  | - | - | -- | -- |  | - | --- |  |  |  |  | ----- | ---- |
| 1970 | Lotus    | 49C e 72C |  |  |  |  |  |  | 8 | 4 | 15 | NP |  | 1 | Rit |  |  |  |  | 12    | 10º  |

| 1971 | Scuderia | Vettura        |     |     |   |  |   |   |     |   |   |   |    |  |  |  |  |  |  | Punti | Pos. |
| ---- | -------- | -------------- | --- | --- | - |  | - | - | --- | - | - | - | -- |  |  |  |  |  |  | ----- | ---- |
| 1971 | Lotus    | 56B, 72C e 72D | Rit | Rit | 5 |  | 3 | 3 | Rit | 2 | 8 | 7 | NC |  |  |  |  |  |  | 16    | 6º   |

| 1972 | Scuderia | Vettura |     |   |   |   |   |   |   |     |   |   |    |     |  |  |  |  |  | Punti | Pos. |
| ---- | -------- | ------- | --- | - | - | - | - | - | - | --- | - | - | -- | --- |  |  |  |  |  | ----- | ---- |
| 1972 | Lotus    | 72D     | Rit | 2 | 1 | 3 | 1 | 2 | 1 | Rit | 1 | 1 | 11 | Rit |  |  |  |  |  | 61    | 1º   |

| 1973 | Scuderia | Vettura |   |   |   |   |   |   |    |     |     |     |   |     |   |   |   |  |  | Punti | Pos. |
| ---- | -------- | ------- | - | - | - | - | - | - | -- | --- | --- | --- | - | --- | - | - | - |  |  | ----- | ---- |
| 1973 | Lotus    | 72D     | 1 | 1 | 3 | 1 | 3 | 2 | 12 | Rit | Rit | Rit | 6 | Rit | 2 | 2 | 6 |  |  | 55    | 2º   |

| 1974 | Scuderia | Vettura |    |   |   |   |   |   |   |   |     |   |     |     |   |   |   |  |  | Punti | Pos. |
| ---- | -------- | ------- | -- | - | - | - | - | - | - | - | --- | - | --- | --- | - | - | - |  |  | ----- | ---- |
| 1974 | McLaren  | M23     | 10 | 1 | 7 | 3 | 1 | 5 | 4 | 3 | Rit | 2 | Rit | Rit | 2 | 1 | 4 |  |  | 55    | 1º   |

| 1975 | Scuderia | Vettura |   |   |    |    |   |   |   |     |   |   |     |   |   |   |  |  |  | Punti | Pos. |
| ---- | -------- | ------- | - | - | -- | -- | - | - | - | --- | - | - | --- | - | - | - |  |  |  | ----- | ---- |
| 1975 | McLaren  | M23     | 1 | 2 | NC | NP | 2 | 7 | 8 | Rit | 4 | 1 | Rit | 9 | 2 | 2 |  |  |  | 45    | 2º   |

| 1976 | Scuderia   | Vettura     |    |   |   |     |    |   |     |     |   |    |     |     |    |     |   |     |  | Punti | Pos. |
| ---- | ---------- | ----------- | -- | - | - | --- | -- | - | --- | --- | - | -- | --- | --- | -- | --- | - | --- |  | ----- | ---- |
| 1976 | Fittipaldi | FD03 e FD04 | 13 | 7 | 6 | Rit | NQ | 6 | Rit | Rit | 6 | 13 | Rit | Rit | 15 | Rit | 9 | Rit |  | 3     | 17º  |

| 1977 | Scuderia   | Vettura |   |   |    |   |    |     |     |    |    |     |    |    |   |    |    |     |  | Punti | Pos. |
| ---- | ---------- | ------- | - | - | -- | - | -- | --- | --- | -- | -- | --- | -- | -- | - | -- | -- | --- |  | ----- | ---- |
| 1977 | Fittipaldi | FD04    | 4 | 4 | 10 | 5 | 14 | Rit | Rit | 18 | 11 | Rit | NQ | 11 | 4 | NQ | 13 | Rit |  | 11    | 12º  |

| 1978 | Scuderia   | Vettura |   |   |     |   |   |     |     |   |     |     |   |   |   |   |   |     |  | Punti | Pos. |
| ---- | ---------- | ------- | - | - | --- | - | - | --- | --- | - | --- | --- | - | - | - | - | - | --- |  | ----- | ---- |
| 1978 | Fittipaldi | F5A     | 9 | 2 | Rit | 8 | 9 | Rit | Rit | 6 | Rit | Rit | 4 | 4 | 5 | 8 | 5 | Rit |  | 17    | 10º  |

| 1979 | Scuderia   | Vettura |   |    |    |     |    |   |     |     |     |     |     |     |   |   |   |  |  | Punti | Pos. |
| ---- | ---------- | ------- | - | -- | -- | --- | -- | - | --- | --- | --- | --- | --- | --- | - | - | - |  |  | ----- | ---- |
| 1979 | Fittipaldi | F5 e F6 | 6 | 11 | 13 | Rit | 11 | 9 | Rit | Rit | Rit | Rit | Rit | Rit | 8 | 8 | 7 |  |  | 1     | 21º  |

| 1980 | Scuderia   | Vettura |    |    |   |   |     |   |     |    |     |    |     |     |     |     |  |  |  | Punti | Pos. |
| ---- | ---------- | ------- | -- | -- | - | - | --- | - | --- | -- | --- | -- | --- | --- | --- | --- |  |  |  | ----- | ---- |
| 1980 | Fittipaldi | F7 e F8 | NC | 15 | 8 | 3 | Rit | 6 | Rit | 12 | Rit | 11 | Rit | Rit | Rit | Rit |  |  |  | 5     | 15º  |

| Legenda | 1º posto     | 2º posto | 3º posto    | A punti         | Senza punti/Non class.  | Grassetto – Pole position Corsivo – Giro più veloce |
| Legenda | Squalificato | Ritirato | Non partito | Non qualificato | Solo prove/Terzo pilota | Grassetto – Pole position Corsivo – Giro più veloce |